# Timana tanyglochis
Timana tanyglochis är en fjärilsart som beskrevs av Louis Beethoven Prout 1928. Timana tanyglochis ingår i släktet Timana och familjen mätare. Inga underarter finns listade i Catalogue of Life.